# Orthosia palomarensis
Orthosia palomarensis là một loài bướm đêm trong họ Noctuidae.